# Eigengrau
Eigengrau (af tysk; kan løseligt oversættes til iboende grå eller egen grå) er den farve, som øjet ser, når der er helt mørkt. Selv ved komplet fravær af lys sendes der fortsat aktionspotentialer til synsnerven, hvilket medfører opfattelsen af en ensartet grå farve. Eigengrau opfattes som lysere end et sort objekt under normale lysforhold, fordi kontrasten er vigtigere for synssystemet end absolut lys. For eksempel ser en nattehimmel mørkere ud end eigengrau på grund af den kontrast, der skabes af stjernernes lys.